# لی آندرسون (سیاستمدار فنلاندی)
لی آندرسون (فنلاندی: Li Andersson؛ زادهٔ ۱۳ مهٔ ۱۹۸۷) سیاست‌مدار اهل فنلاند است که رهبری کنونی ائتلاف چپ را بر عهده دارد. او همچنین از نمایندگان مجلس فنلاند است.